# 惠特默半島
75°50′S 162°45′E / 75.833°S 162.750°E
惠特默半島是南極洲的半島，位於維多利亞地，該半島根據美國地質調查局的測量和美國海軍的空中照片被繪入地圖，現時由南極條約體系管理。